# Helicopis acis
Helicopis acis är en fjärilsart som beskrevs av Fabricius 1782. Helicopis acis ingår i släktet Helicopis och familjen Riodinidae. Inga underarter finns listade i Catalogue of Life.